# デイヴィッド・ドゥカヴニー
デイヴィッド・ドゥカヴニー（David Duchovny, 本名：David William Duchovny, 1960年8月7日 - ）は、アメリカ合衆国出身の俳優、作家。近年は歌手としての活動でも知られている。主演代表作に『Xファイル』シリーズがある。

## 来歴
ニューヨーク出身。父親はブルックリン生まれのユダヤ人で作家、母親はスコットランド生まれの教師。プリンストン大学とイェール大学で学び、将来は教師になるつもりだったが、そのうちに俳優を志すようになり1980年代からコマーシャルやテレビに出始めた。
1990年よりテレビシリーズ『ツイン・ピークス』に出演。1993年から始まった『X-ファイル』でフォックス・モルダーFBI捜査官役を演じ、一躍有名になった。1997年にはゴールデングローブ賞を受賞、エミー賞にもノミネートされた。2007年よりテレビシリーズ『カリフォルニケーション』に主演した。
2014年3月にはNBCが製作するテレビドラマ『アクエリアス 刑事サム・ホディアック』で主演のサム・ホディアックを演じると報道された。
2015年2月3日には、Farrar, Straus and Giroux社から小説『ホーリー・カウ』を出版した。
2016年1月24日より劇場版第2作の公開から8年を経て再開した『X-ファイル』（シーズン10）で再びモルダー役を演じる。

### プライベート
1997年に女優のティア・レオーニと結婚し、娘と息子が1人ずついる。
2008年8月28日、弁護士を通じて声明を発表し、性依存症の治療のために自ら治療施設に入所したことを明らかにした。浮気疑惑が浮上したが、彼の話によるとインターネットのアダルトサイトの閲覧や長時間のチャットなどが主な行為だったようで、不特定多数の人と性行為をしていたわけではないという。2ヶ月間のプログラムを終えて、10月初めに帰宅。彼の弁護士によると状態はとても安定しているとのことだが、妻とは数ヶ月、別居状態にあると発表した。
しかし、その後もしばしば家族そろって旅行等に出かけているのが目撃されており、離婚には至らなかった。2009年12月3日、公の場にもそろって現れ、完全に元の鞘に収まったことを明らかにしている。その後、2014年の8月には離婚をしていたことが明かされた。子供はレオーニと暮らしているという。
過去に菜食主義者だった。

## その他
- 『Xファイル』の役柄とは違い、超常現象などに対しては懐疑主義者である。逆に同作品における彼の相棒ダナ・スカリー（懐疑主義的人物）を演じるジリアン・アンダーソンは超常現象に対して肯定的である[18]。
- 当初は「デビッド・ダチョブニー」と紹介されていたが、英語サイトを読んだ朝日新聞社の記者（村山惠二、現在は退社）がテレビ朝日に指摘したことなどがきっかけで、ドゥカヴニーとなった。
- リチャード・ギアと外見が似ていると言われることが多いらしく、ドゥカヴニーが主演したエボリューションのDVD特典によると、デビュー前から言われることが多かったとのこと。
- 「ハンサムだがおかしな人物（奇人）」役を演じることが多い。ツインピークスではDEA（麻薬取締局）の捜査官デニス・ブライソン役で主人公デイル・クーパー（カイル・マクラクラン）とは旧知という設定で第2部における主要人物だが、潜入捜査で女装癖に目覚めてしまい女装時は「デニース」を名乗る奇妙な人物。キャリアハイとなった「X-ファイル」ではご存じの通り主人公フォックス・モルダー役だが「変人」とあだ名される通り、普通の大人の男性ではない。エボリューションでも主人公アイル役でやっぱり変な人を演じている。

## 主な出演作品

### 映画
| 公開年 | 邦題 原題                                                                      | 役名                          | 備考             |
| ------ | ------------------------------------------------------------------------------ | ----------------------------- | ---------------- |
| 1988   | ワーキング・ガール Working Girls                                               | テスの友人                    |                  |
| 1990   | 愛に渇いて Denial                                                              | ジョン                        |                  |
| 1990   | バッド・インフルエンス/悪影響 Bad Influence                                    | クラブの男                    |                  |
| 1990   | ジュリアと2人の恋人 Julia Has Two Lovers                                       | ダニエル                      |                  |
| 1991   | ドリーム・ガール/ママにはないしょの夏休み Don't Tell Mom the Babysitter's Dead | ブルース                      |                  |
| 1992   | ジャック・ルビー Ruby                                                          | ティピット                    |                  |
| 1992   | ベートーベン Beethoven                                                         | ブラッド                      |                  |
| 1992   | 続・蘭の女/官能のレッドシューズ Red Shoe Diaries                               | ジャック・ウィンターズ        | テレビ映画       |
| 1992   | チャーリー Chaplin                                                             | ロリー・トザロー              |                  |
| 1993   | カリフォルニア Kalifornia                                                      | ブライアン・ケスラー          |                  |
| 1997   | 不法執刀 Playing God                                                           | ユージーン・サンズ            |                  |
| 1998   | X-ファイル ザ・ムービー The X Files                                            | FBI捜査官フォックス・モルダー |                  |
| 2000   | この胸のときめき Return to Me                                                  | ボブ                          |                  |
| 2001   | エボリューション Evolution                                                     | アイラ                        |                  |
| 2001   | ズーランダー Zoolander                                                         | J・P・プルーイット            |                  |
| 2002   | フル・フロンタル Full Frontal                                                  | ガス                          |                  |
| 2004   | connie & carla コニー&カーラ Connie and Carla                                  | ジェフ                        |                  |
| 2004   | 最高のともだち House of D                                                      | トム                          | 監督・脚本・出演 |
| 2006   | NOセックス、NOライフ! Trust the Man                                            | トム・ポラック                |                  |
| 2007   | 悲しみが乾くまで Things We Lost in the Fire                                    | ブライアン・バーク            |                  |
| 2007   | 秘密 THE SECRET Si j'étais toi                                                 | ベンジャミン・マリス          |                  |
| 2008   | X-ファイル：真実を求めて The X Files: I Want to Believe                        | FBI捜査官フォックス・モルダー |                  |
| 2009   | 幸せがおカネで買えるワケ The Joneses                                           | スティーヴ・ジョーンズ        |                  |
| 2013   | ファントム/開戦前夜 Phantom                                                    | ブルーニ                      |                  |
| 2020   | ザ・クラフト: レガシー The Craft: Legacy                                       | アダム・ハリソン              |                  |
| 2022   | ザ・バブル The Bubble                                                          | ダスティン・マーレイ          |                  |

### テレビシリーズ
| 放映年              | 邦題 原題                                     | 役名                          | 備考                                                      |
| ------------------- | --------------------------------------------- | ----------------------------- | --------------------------------------------------------- |
| 1990-1991           | ツイン・ピークス Twin Peaks                   | デニス・ブライソン            | 3エピソード                                               |
| 1993-2002 2016 2018 | X-ファイル The X Files                        | FBI捜査官フォックス・モルダー | 176エピソードに出演、8エピソードの脚本、3エピソードの監督 |
| 1997                | ザ・シンプソンズ The Simpsons                 | フォックス・モルダー          | 声の出演                                                  |
| 2003                | セックス・アンド・ザ・シティ Sex and the City | ジェレミー                    | 第84話『ハイスクールのカルテ』                            |
| 2006                | BONES Bones                                   |                               | 第33話『過去からの告発』 ※監督のみ                        |
| 2007-2014           | カリフォルニケーション Californication        | ハンク・ムーディ              | 72エピソードに出演、5エピソードを監督                     |
| 2015-2016           | アクエリアス 刑事サム・ホディアック Aquarius  | サム・ホディアック            | 製作総指揮も務める                                        |
| 2017                | ツイン・ピークス Twin Peaks                   | デニス・ブライソン            |                                                           |
| 2021-               | ザ・チェア 〜私は学科長〜 The Chair           | 本人役                        | 第5話『最後のチャンス』                                   |

## 日本語吹き替え
主に担当しているのは、以下の二人である。
小杉十郎太
『X-ファイル』（ソフト版）で初担当。ドゥカヴニーの専属（フィックス）として知られる。
風間杜夫
『X-ファイル』（テレビ朝日版）で初担当。『ザ・シンプソンズ』にドゥカヴニーがゲスト出演した際にも日本語吹き替えでは風間が声を当てた。
このほかにも、てらそままさき、堀内賢雄、鈴置洋孝、石塚運昇、大場真人なども声を当てている。

## 小説
- 『ホーリー・カウ』 Holy Cow: A Modern-Day Dairy Tale (2015) 菊地由美訳 小学館文庫,2016年
- 『くそったれバッキー・デント』 Bucky F*cking Dent (2016) 高取芳彦訳 小学館文庫,2017年